# 中央公園 (帯広市)
中央公園（ちゅうおうこうえん）は北海道帯広市にある都市公園。

## 概要
当公園は昭和51年（1976年）に帯広市が造成した都市計画公園で、所在地は帯広市のオフィス街、明治・大正期の官公署跡と昭和期までの帯広小学校跡にあたる。
面積は約17ヘクタールあり、概ね全体の地面が芝で覆われ、公園北部は緩やかな起伏があって樹木の密度が高く、一方南部は噴水や遊水路など親水エリアが広く設けてある。

## 施設
- 噴水
- 東屋
- 遊具

## 周辺
- 藤丸百貨店
- 帯広信用金庫本店